# Bernardino Caimi
Padre Bernardino Caimi (Milano, 1425 – Milano, 9 febbraio 1500) è stato un religioso italiano.
È venerato come beato dalla Chiesa cattolica.
Fu un frate francescano appartenente alla provincia osservante della Lombardia e attivo nel convento milanese di Sant'Angelo del quale fu probabilmente superiore. Godette della fiducia dei superiori che lo inviarono più volte in Terrasanta e gli affidarono delicate missioni diplomatiche. Per incarico di papa Sisto IV (anch'egli francescano) predicò una crociata contro i turchi. Lasciò lettere e scritti che testimoniano la sua capacità oratoria. Il suo nome è legato al Sacro Monte di Varallo, di cui fu l'ideatore e il fondatore e nel quale volle che fossero riprodotti con precisione e realismo i luoghi santi della Palestina e gli episodi salienti della vita di Gesù Cristo.

## Riconoscimenti
Con la delibera n. 385 del 18 novembre 1926 il comune di Novara gli ha intitolato una via nel quartiere Sant'Agabio, traversa del corso Milano, precedentemente nota come strada per la Cavallotta.